# Wang Chao (atlet)
Wang Chao (čínsky 王浩; *16. srpna 1989) je čínský atlet, chodec. Je mistrem světa v chůzi na 20 km z roku 2009. Zlatou medaili dostal dodatečně po diskvalifikaci Valerije Borčina za doping.
Pro svoji zemi vybojoval historicky první medaili mezi muži z chodeckých soutěží na 20 km. Na letních olympijských hrách 2008 v Pekingu skončil těsně pod stupni vítězů, když došel na čtvrtém místě, pět sekund za bronzovým Australanem Jaredem Tallentem.